# Orthosia dentatelineata
Orthosia dentatelineata là một loài bướm đêm trong họ Noctuidae.